# Daniel Jones
Daniel Jones (Southend-on-Sea, Essex, 22 de juliol de 1973) és un músic, compositor i productor musical australià nascut a Anglaterra. Fou internacionalment conegut per formar part del duet Savage Garden juntament amb Darren Hayes, i van tenir diversos èxits mundials. Des de la separació del duet, Jones va crear la pròpia productora anomenada Meridien Musik i l'estudi de gravació Level 7 Studios per tal de treballar amb joves artistes australians.

## Biografia
Jones va néixer a Southend-on-Sea, Anglaterra, però la seva família es va traslladar a Austràlia quan encara no havia fet un any. La seva família es va establir a Brisbane i es va criar allà sent el menor de tres germans. Va començar a aficionar-se a la música per influència dels seus germans Oliver i Jonathan Lee. Va estudiar al Shailer Park State High School però ho va deixar per començar la seva carrera musical.
Jones va conèixer la seva futura dona, Kathleen de Leon, el 30 d'abril de 2000 quan van coincidir en els premis TV Week Logie Awards perquè ella era integrant del grup de música infantil Hi-5. Després de tres anys junts, Kathleen va organitzar una festa pel 30è aniversari de Jones, i ell es va declarar davant de més de cent convidats. El casament es va realitzar el 9 d'octubre de 2005 a Gold Coast i Jones va aprofitar per compondre la cançó "Love Is Enough" per dedicar-li a la seva nova esposa. Tenen dues filles anomenades Mikayla (26 de juliol de 2006) i Keira (30 d'octubre de 2010).
A mitjans de 2015 es va traslladar amb la seva família als Estats Units, Las Vegas i Los Angeles. Va aprofitar per fer un canvi en la seva vida abandonant la indústria discogràfica i dedicar-se a la venda i manteniment de propietats.

## Carrera musical

### Inicis
Amb divuit anys, Jones era integrant de la banda Red Edge junt al seru germà i alguns amics però no tenien cantant. Ell mateix va penjar un anuncia en la revista musical local de Bribane Time Off per buscar un cantant adequat a la música del grup. Entre els candidats a l'audició s'hi trobava Darren Hayes, que finalment fou escollit. Després d'un temps a la banda i cansat de cantar cançons d'altra gent, Hayes va decidir abandonar la banda i va intentar convèncer a Jones per acompanyar-lo i crear la seva pròpia música. A Jones li va costar prendre la decisió de deixar el seu germà i els seus amics però això va marcar l'inici de Savage Garden.

### Savage Garden
El duet format per Hayes i Jones van formar Savage Garden l'any 1994, el primer com a cantant i el segon encarregant-se bàsicament de la instrumentació i veus addicionals. El seu primer treball fou Savage Garden i des del primer moment del seu llançament ja fou un èxit internacional. Els tres primers senzills tingueren molt ressò als països més importants, especialment "Truly Madly Deeply" que arribà al número 1 en molts països. Després de diverses gires mundials, Jones va indicar que no se sentia còmode amb el ritme de vida i estrès que comportaven tants concerts, actes promocionals i entrevistes. Hayes va decidir assumir la majoria de tasques de promoció mentre que Jones s'encarregaria dels assaigs i la creació d'arranjaments musicals per la gira. El segon àlbum d'estudi fou Affirmation, que no aconseguí el mateix èxit internacional però diversos senzills també van ser destacats. Novament es van reproduir els mateixos problemes en iniciar la gira mundial de concerts i actes, i finalment, el duet va decidir separar-se definitivament l'any 2001.

### Producció musical
L'any 2001, Jones va començar a ajudar la banda australiana Aneiki, el primer grup a signar pel nou segell que va crear, Meridien Musik. Jones es va encarregar de la producció del seu àlbum de debut Words in Place of Objects i també va col·laborar en la composició de quatre de les cançons. L'any següent va treballar en la producció del segon àlbum (Dysfunctional) d'un altre duet australià anomenat Bachelor Girl, i també va co-escriure una de les cançons. Posteriorment va continuar demostrant el seu interès per descobrir nous talents i va construir un nou estudi de gravació anomenat Meridien Musik Studio. Seguidament es va encarregar de la producció dels primers treballs dels músics Julie Strickland, Tori Horgan i Paul Black, i de la banda "The Wish".
El 2006, Jones va adquirir el llegendari complex de gravació situat al Castlereagh Street de Sydney per tal de crear els Level 7 Studios i per canviar la localització de Meridien Musik. Des de llavors continua exercint com a productor musical i sense cap intenció de tornar a recuperar el duet Savage Garden.
A mitjans de 2015 es va traslladar amb la seva família als Estats Units i va aprofitar per abandonar la indústria discogràfica, simplement compon i enregistra cançons per pura diversió i sense ànim de publicar res d'aquest material.

## Discografia

### Savage Garden
- Savage Garden (1997)
- Affirmation (1999)